# Статус кво? Незавершённое дело феминизма в Канаде
Статус кво? Незавершённое дело феминизма в Канаде (англ. Status Quo? The Unfinished Business of Feminism in Canada) — документальный фильм 2012 года о состоянии феминизма в Канаде, снятый Карен Чо и спродюсированный Равидой Дин для Канадской государственной службы кинематографии.

## Краткое содержание фильма
Документальный фильм объединяет архивные материалы с современными историями, сопоставляя сцены из Королевской комиссии 1967 года по положению женщин со Вторым всеканадским собранием юных феминисток 2011 года в Виннипеге, организованным движением rebELLEs. В нём даётся обзор прогресса, достигнутого при решении проблем, поднятых 45 лет назад: уходу за детьми, насилию над женщинами и доступу к абортам. В документальном фильме используются видеозаписи из прошлого, чтобы подтвердить современные аргументы феминисток. Он показывает, насколько проблемы, с которыми женщины боролись в XX веке, похожи на проблемы, с которыми женщины сталкиваются в XXI веке.
В документальном фильме показаны канадские исторические кадры. Например, есть видеозапись, на которой в Палате общин мужчины смеются над женщиной, утверждающей, что 1/10 женщин страдает от домашнего насилия. Показан также ролик, созданный во время Второй мировой войны, рекламирующий услуги по уходу за детьми, в котором правительство предлагало женщинам взять на себя работу мужчин, пока те воевали за границей. Именно подобные первоисточники помогают укрепить аргументы в пользу феминизма в настоящем.

## Релиз фильма
«Статус кво? Незавершённое дело феминизма в Канаде» был назван лучшим документальным фильмом на кинофестивале в Уистлере. Он транслировался бесплатно на NFB.ca в связи с Международным женским днём, и по состоянию на март 2013 года его показали на более чем 60 мероприятиях по всей Канаде при поддержке YWCA, Канадской федерации женщин с университетским образованием, Cinema Politica и общественных библиотек.